# Bellator 113
Bellator CXIII é um evento de artes marciais mistas promovido pelo Bellator MMA, que ocorreu em 21 de março de 2014 no Kansas Star Arena em Mulvane, Kansas.

## Background
O evento contou com a unificação do Cinturão Meio Pesado do Bellator na luta entre o campeão Attila Végh e o campeão interino Emanuel Newton.

## Ligações Externas
1. ↑  Unificação do Cinturão Meio Pesado do Bellator.
2. ↑  Quartas de Final do Torneio de Leves da 10ª Temporada.
3. ↑  Quartas de Final do Torneio de Leves da 10ª Temporada.
4. ↑  Quartas de Final do Torneio de Leves da 10ª Temporada.
5. ↑  Quartas de Final do Torneio de Leves da 10ª Temporada.